# 藤社優美
藤社 優美（ふじこそ ゆみ、1989年〈平成元年〉7月1日 - ）は、日本の歌手、女優、ライバーであり、女性アイドルグループ・SDN48の元メンバーである。2011年に行われた第62回NHK紅白歌合戦にAKB48グループとして出場。大阪府出身。ライバー事務所321所属。

## 略歴
- 2009年5月15日、SDN48の2期生として活動開始。
- 2011年12月31日、NHKホールで行われた第62回NHK紅白歌合戦にAKB48グループとして出場。「紅白2011 AKB48スペシャルMIX～がんばろう日本！～」として「フライングゲット」と「Everyday、カチューシャ」を披露[4][5]。
- 2012年3月31日、『SDN48コンサート「NEXT ENCORE」 in NHKホール』をもってSDN48卒業。事実上の解散[6]「卒業」[7]を受けソロ活動開始。バラエティ番組、舞台、ライブ等に出演。
- 2014年7月16日、初のワンマンライブ「YUMI FUJIKOSO LIVE "the first"」を渋谷RUIDE K2にて行う[8] 。
- 2017年7月5日、初のプロデュースライブ「Yumi Fujikoso presents acoustic live "私の願い”」を恵比寿の天窓.switchにて行う[9]。
- 2019年3月10日、SDN48卒業メンバー6人で結成したグループ"""R"""に参加しCD「LET ME DOWN」を発売。
- 2019年8月1日、東京・秋葉原のAKB48劇場で開催されたSDN48結成10年記念「誘惑のガーター」特別公演に出演。
- 2020年4月13日、株式会社ディー・エヌ・エーが運営するライブコミュニケーションアプリ「Pococha（ポコチャ）」にて歌を中心とした配信をふじこそ名義で開始[10]。
- 2022年、ライバーマネジメント事務所株式会社321に所属。
- 2022年9月10日、京セラドームで行われたプロ野球公式戦オリックス・バファローズ対福岡ソフトバンク・ホークス戦の始球式を務めた[11]。
- 2024年3月21日、「321 AWARD 2024」にて年間総合ランキング1位を獲得[12]。

## 人物
- 趣味ダンス、テコンドー、ドラマ鑑賞、美味しいものを食べる事[13][14]。
- 将来歌手としてパンケーキとカレーの店を開く事を目標としている[15]。

## 作品

### シングルCD選抜曲
- エロスのトリガー（2010年11月24日）
- 愛、チュセヨ（2011年4月6日）
- MIN・MIN・MIN（2011年8月17日）
- やりたがり屋さん（2011年12月28日）
- 負け惜しみコングラチュレーション（2012年3月7日）

### 劇場公演ユニット曲
SDN48 1st Stage 2期生「誘惑のガーター」公演
- Black boy
- I'm sure

### アルバム
- 「the first」（2014年7月16日）[16]

### 配信限定シングル
- Song For You（2021年5月31日）
- 絆（2022年2月17日）
- hope/FILM_SONG.（2023年7月18日）
- With Love（2023年12月8日）

### DVD
- 優美との初デート 〜おもしろいことここにあります〜（2012年3月24日、晋遊舎）

## 出演

### ライブ
2014年
- 「穐田和恵&光上せあら&藤社優美&Pimm's 4マンLIVE〜少し大人のトゥイン〜」（7月16日、TwinBox AKIHABARA）
- 「YUMI FUJIKOSO LIVE "the first"」（7月19日、渋谷RUIDO K2） ※初ワンマン
- 「YUMI FUJIKOSO LIVE "the first"のあふたーぱーてぃー!!!!」（7月19日、渋谷RUIDO K2）
- 「Club INSPIRE 〜VJ Gou Presents Event〜」（12月21日、六本木Morph-Tokyo）

2015年
- 氣志團現象2015日本全國HALL GIG TOUR「週末大パニック!超激突」（2月7日、8日、11日、12日、14日、15日、21日、22日、28日、3月1日、7日、14日、15日、20日、21日、28日、4月3日、4日、11日、12日、17日、18日、25日、26日、5月4日、5日、15日）
- 「Shibuya Singer Collection Vol.5」（3月12日、渋谷RUIDO K2）
- 「Club INSPIRE 〜VJ Gou Presents Event〜」（3月22日、六本木Morph-Tokyo）
- 「それぞれ歩いてく」（4月7日、恵比寿club aim）
- 「SHIBUYA GIRLS EMOTION Vol.13」（6月10日、渋谷RUIDO K2）
- 「Masami Kouchi Final Stage　〜the grateful finale〜」（6月13日、表参道GROUND）

2016年
- 「Club INSPIRE 〜VJ Gou Presents Event〜」（1月24日、2月28日、3月27日、4月24日、5月22日、6月26日、11月27日、12月18日、六本木Morph-Tokyo）
- 「Music Side」（2月25日、渋谷RUIDO K2）
- 「歌姫乱舞」（9月7日、新宿RUIDO K4）
- 「歌姫乱舞其弐」（12月8日、表参道GROUND）
- 「穐田和恵ファンイベント かずふぁみーてぃんぐ〜X'mas&大忘年会〜」（12月23日、渋谷道玄坂カフェ）
- 「関西女night vol.2」（12月28日、下北沢440）

2017年
- 「Club INSPIRE 〜VJ Gou Presents Event〜」（1月29日、2月26日、3月26日、4月16日、5月28日、9月24日、10月22日、六本木Morph-Tokyo）
- 「Music Side」（2月13日、3月15日、5月11日、6月8日、7月20日、10月30日、12月25日、渋谷RUIDO K2）
- 「Azaleaの花 〜momo-no-sekku〜」（3月3日、池袋RUIDO K3）
- 「KONANのバースデーイベント」（3月4日、青山シアター）
- 「歌姫乱舞 其参」（4月28日、9月14日、12月10日、池袋RUIDO K3）
- 「OTOnoWA vol.1」（6月9日、高円寺HIGH）
- 「Yumi Fujikoso presents acoustic live "私の願い”」（7月5日、天窓.switch） ※初プロデュース
- 「K3 presents-KANEME-Singer Collection Vol,3」（8月6日、池袋RUIDO K3）
- 「MUSIC CONNECT Vol.1」（8月12日、川崎セルビアンナイト）
- 「MYM歌謡祭 2017」（11月4日、GRAPES北参道）
- 「morph×MISSIWコラボ企画『M'stage〜X'masスペシャル〜』」（12月18日、六本木morph-tokyo）
- 「BlueHairs〜X'mas Live 2017」（12月20日、青山月見ル君思フ）

2018年
- 「東京タワーフェス2018 presented by MISSIW」（1月14日、東京タワー大展望台club333）
- 「Club INSPIRE 〜VJ Gou Presents Event〜」（1月28日、六本木Morph-Tokyo）
- 「MY Music Night」（2月24日、LIVE&BAR　SOFTWIND）
- 「KONAN BIRTHDAY PARTY!!」（3月4日、六本木BASECAMP）

### テレビ
- 着信御礼!ケータイ大喜利（2011年8月、NHK）
- お願い!ランキング コーナー「味はさておき、激安調査隊」（2014年4月 - 、テレビ朝日） - 準レギュラー
- 全力坂（2015年2月17日、26日、テレビ朝日）
- ロンドンハーツ（2015年3月10日、テレビ朝日）
- TOKIOカケル 方言女子 （2015年4月8日、5月13日、フジテレビ）
- 紺野、今から踊るってよ（2015年7月29日、テレビ東京）
- ラストキス〜最後にキスするデート（2016年3月1日、TBS）
- 隠れ菊（2016年10月9日、NHKBSプレミアム） - 仲居 役（レギュラー）
- ソレダメ!〜あなたの常識は非常識!?〜（2016年10月26日、テレビ東京）
- 志村&鶴瓶のあぶない交遊録（2017年1月2日、テレビ朝日）

### ドラマ
- 問題のあるレストラン 第9話（2015年3月12日、フジテレビ）
- 絶狼-ZERO- -BLACK BLOOD- 第2話（2017年1月13日、テレビ東京） - マリカ 役
- 鳳神ヤツルギ8（2018年10月6日 - 、千葉テレビ） - 橘マリ / キサラ（声） 役（レギュラー）

### 映画
- 新宿スワンII（2017年1月21日）

### 舞台
- 劇団コラソン
  - 第22回公演「ユルネバ2013〜You’llneverwalkalone〜」（2013年3月1日、3日、ニッポン放送イマジンスタジオ）
  - 第26回公演「モテなキ」（2013年10月17日 - 20日、下北沢駅前劇場）
  - 第27回公演「忘年会」（2013年12月20日 - 21日、ステージカフェ下北沢亭）
- Flying Trip第7回公演「屋上ワンダーランド」（2013年5月8日 - 12日、東池袋あうるすぽっと）
- ミュージカル『薄桜鬼』
  - 新撰組奇譚（2016年1月4日 - 11日、銀河劇場 / 1月15日 - 17日、メルパルク大阪） - 雪村千鶴 役
  - HAKU-MYU LIVE 2（2016年8月12日 - 13日、京都劇場 / 8月16日 - 17日、Zepp Divercity） - 雪村千鶴 役

### CM
- 花王 新ビオレ web動画（2015年10月 - ）
- 東急電鉄公認動画「Shibuya Style」（2018年2月 - ） - レポーター 役

### ラジオ
- ラジオ日本「60TRY部」（2016年1月22日、2月6日）
- 全国コミュニティFM64局「MUSIC HOT FLAVOR」（2018年1月25日、2月1日 - 8日）

### 雑誌
- 光文社 「FLASH」グラビア（2016年2月2日号）
- 海のルアーフィッシング専門誌「SALTY」（2016年2月、3月、5月号）

### Web
- アメスタ（2015年4月6日）
- 東京カレンダー（2018年11月9日）[17][18]
- オリコンニュース（2024年3月21日）[19]